# Козаре
Козаре је насељено место града Лесковца у Јабланичком округу. Према попису из 2022. било је 267 становника.

## Положај
Село се налази на граници Грделичке клисуре према околини варошице Власотинце. Оно је у долини Козарске или раније зване Рупске реке, десне притоке Јужне Мораве. Од околних варошица, Власотинца на североистоку и Грделице на југозападу, село је удаљено по 5,5 км.

## Историја
Данашње Козаре основано је у другој половини 18. века. По опште раширеној традицији, њега је основао досељеник из Магарева у околини Битоља.
Козаре је било 1879. године место у Власотиначком срезу. Ту је пописано 24 куће са 130 душа, међу којима није било писменог човека(!?), а број пореских глава износио је 30.
Козарска школа која постоји од пре, прекинула је рад због српско-турског рата. Та школа је потпадала под Дадињску општину, а у њу су полазила деца из Дадинца, Сејанице, Козара, Ладовице, Орашја и Кукавице. Школа је била основна, мушка, црквеног духа, са неколико ученика (било 40, па спало на 10), без поделе на разреде. Смештена у једној соби, средње величине и високе таванице, црквене куће у Козарима. Издржавала се од прихода козарске цркве и прилога појединаца. Учитељ је био из Лесковца, са годишњом платом од 1200 гроша. У школи није било инвентара, а учило се читање из читанке, катехизис и мала историја.
Крајем 19. века у овом селу на Козарачкој реци била је изграђена радионица за израду гајтана. Власник је био Коста Илић Мумџија са синовима. Радионица је радила око 10 година, а затим је пресељена у село Стројковце, па у Вучје.
У овом селу постоји црква Светог Николе. Црква и српска школа потичу с краја турске владавине. Око цркве је раније било и старих гробова, који се сада не виде. У горњој махали постоји и сеоски крст.

## Демографија
У насељу Козаре живи 286 пунолетних становника, а просечна старост становништва износи 39,1 година (37,3 код мушкараца и 40,8 код жена). У насељу има 106 домаћинстава, а просечан број чланова по домаћинству је 3,42.
Ово насеље је у потпуности насељено Србима (према попису из 2002. године), а у последња три пописа, примећен је пад у броју становника.
|             | \| Демографија[4] \| Демографија[4] \| Демографија[4] \| \| Година \| Становника \| Становника \| \| -------------- \| -------------- \| -------------- \| \| 1948. \| 376 \| \| \| 1953. \| 376 \| \| \| 1961. \| 400 \| \| \| 1971. \| 419 \| \| \| 1981. \| 398 \| \| \| 1991. \| 365 \| 353 \| \| 2002. \| 362 \| 379 \| \| 2011. \| 318 \| \| \| 2022. \| 267 \| \| |            |
| Демографија | |            |
| Година      | Становника | Становника |
| 1948.       | 376 |            |
| 1953.       | 376 |            |
| 1961.       | 400 |            |
| 1971.       | 419 |            |
| 1981.       | 398 |            |
| 1991.       | 365 | 353        |
| 2002.       | 362 | 379        |
| 2011.       | 318 |            |
| 2022.       | 267 |            |

| Етнички састав према попису из 2002.‍ | Етнички састав према попису из 2002.‍ | Етнички састав према попису из 2002.‍ | Етнички састав према попису из 2002.‍ | Етнички састав према попису из 2002.‍ |
| ------------------------------------ | ------------------------------------ | ------------------------------------ | ------------------------------------ | ------------------------------------ |
|                                      |                                      |                                      |                                      |                                      |
| Срби                                 | Срби                                 |                                      | 362                                  | 100,0%                               |
| непознато                            | непознато                            |                                      | 0                                    | 0,0%                                 |

| Година пописа     | 1948. | 1953. | 1961. | 1971. | 1981. | 1991. | 2002. |
| ----------------- | ----- | ----- | ----- | ----- | ----- | ----- | ----- |
| Број домаћинстава | 67    | 71    | 81    | 92    | 95    | 88    | 106   |

| Број чланова      | 1  | 2  | 3  | 4  | 5  | 6  | 7 | 8 | 9 | 10 и више | Просек |
| ----------------- | -- | -- | -- | -- | -- | -- | - | - | - | --------- | ------ |
| Број домаћинстава | 14 | 24 | 18 | 23 | 10 | 15 | 2 | 0 | 0 | 0         | 3,42   |

| Пол    | Укупно | Неожењен/Неудата | Ожењен/Удата | Удовац/Удовица | Разведен/Разведена | Непознато |
| ------ | ------ | ---------------- | ------------ | -------------- | ------------------ | --------- |
| Мушки  | 147    | 35               | 100          | 8              | 4                  | 0         |
| Женски | 151    | 18               | 104          | 26             | 3                  | 0         |
| УКУПНО | 298    | 53               | 204          | 34             | 7                  | 0         |

| Пол    | Укупно                    | Пољопривреда, лов и шумарство | Рибарство                            | Вађење руде и камена | Прерађивачка индустрија       |
| ------ | ------------------------- | ----------------------------- | ------------------------------------ | -------------------- | ----------------------------- |
| Мушки  | 58                        | 2                             | 0                                    | 0                    | 14                            |
| Женски | 18                        | 3                             | 0                                    | 0                    | 10                            |
| УКУПНО | 76                        | 5                             | 0                                    | 0                    | 24                            |
| Пол    | Производња и снабдевање   | Грађевинарство                | Трговина                             | Хотели и ресторани   | Саобраћај, складиштење и везе |
| Мушки  | 1                         | 32                            | 4                                    | 0                    | 3                             |
| Женски | 0                         | 1                             | 1                                    | 0                    | 0                             |
| УКУПНО | 1                         | 33                            | 5                                    | 0                    | 3                             |
| Пол    | Финансијско посредовање   | Некретнине                    | Државна управа и одбрана             | Образовање           | Здравствени и социјални рад   |
| Мушки  | 0                         | 1                             | 0                                    | 1                    | 0                             |
| Женски | 0                         | 0                             | 0                                    | 0                    | 2                             |
| УКУПНО | 0                         | 1                             | 0                                    | 1                    | 2                             |
| Пол    | Остале услужне активности | Приватна домаћинства          | Екстериторијалне организације и тела | Непознато            | Непознато                     |
| Мушки  | 0                         | 0                             | 0                                    | 0                    | 0                             |
| Женски | 0                         | 0                             | 0                                    | 1                    | 1                             |
| УКУПНО | 0                         | 0                             | 0                                    | 1                    | 1                             |